# 常山华侨经济开发区
常山华侨经济开发区，是中华人民共和国福建省漳州市云霄县下辖的一个类似县级单位，其与福建常山华侨农场为两块牌子，一套人马，常山华侨农场是全中華人民共和国第二、全福建省最大的华侨农场。

## 历史
常山原名为双山。1952年初冬，福建省侨委领导王汉杰接受省政府分派的任务，选中双山作为安置海外贫难侨的农场。1952年12月25日，从新加坡、马来西亚回国的难侨147人进场。1953年1月1日，“福建省归国华侨常山集体农场”正式成立。2月至4月，接纳两批归国难侨共350人。1959年1月，农场转为全民所有制，定场名为“国营福建省云霄常山华侨农场”（下简称“常山”）。
1959年，为了妥善安置华侨，华侨事务委员会决定扩建华侨农场。1959年1月，双山、吉仔并入常山。1960年下半年，柘林、下云、深垅、三脚寮、新寮并入常山。1960年从3月份起至1961年春，常山开始大批接侨，先后安置印尼归侨三批共3801人。1963年10月，安置集美归侨学生108人。1966年8月15日，官洋、埔径、坪岭、白竹、口内寮并入常山。1977年秋，由于越南当局开始大规模驱赶华侨。常山开始安置印支难民。1978年5月19日，第一批印支难民约200人到常山；5月21日，第二批印支难民394人到常山；至1979年3月，农场共接待安置印支难侨四批共268户1359人；至1988年，常山印支难民总数1416人。
1997年7月，福建省人民政府批准设立常山华侨经济开发区，给予省级开发区的优惠政策，中共漳州市常山华侨经济开发区委员会和漳州市常山华侨经济开发区管理委员会挂牌成立。1998年10月19日，常山华侨农场正式由福建省侨务办公室下放漳州市人民政府管理，保留“常山华侨农场”牌子，实行开发区、农场实行“一个机构两块牌子”，仍为正处级，为市政府派出机构，赋予县级部分行政、经济管理职能。1999年7月1日，常山华侨经济开发区正式揭牌成立。

## 行政区划
常山华侨经济开发区下辖以下地区：
白竹村、观阳村、埔径村、坪岭村、常山管区生活区、梧园管区生活区、溪墘管区生活区、大水掘管区生活区、双山管区生活区、吉仔管区生活区、海峰管区生活区、新寮管区生活区、下云管区生活区、东升管区生活区和柘林管区生活区。

## 地理经济
常山华侨经济开发区地处福建省漳州市南部，西南面与诏安县接壤，东、南、北面与云霄县毗邻。常山地形狭长，东西最大距离19.8公里，南北最大距离9.4公里，土地面积115平方公里，常住人口2.5万人。厦深高铁、沈海高速、324国道贯经过常山华侨经济开发区。常山现有土地面积115平方公里，其中国有土地64平方公里，山地11.7万亩，林地10.11万亩，耕地0.47万亩，茶果园3.18万亩。常山森林资源丰富，拥有80多平方公里的生态林地，森林覆盖率达72.72%。常山气候温和，属南亚热带海洋性季风气候，日照充足，年平均降雨量1750毫米，年平均温度为21.5℃，相对湿度78%，年无霜日360天以上。
2012年，常山华侨经济开发区完成国内生产总值15.98亿元人民币。

## 註解
1. ↑  当时省侨委负责为农场办理文件、印章的干部，按闽南方言泉州腔调把“双山”念成“常山”，便成了“常山集体农场”。此后将错就错，侨务系统全部使用“常山”为名。